# 神戸市営地下鉄
神戸市営地下鉄（こうべしえいちかてつ）は、神戸市交通局が運営する地下鉄である。1977年3月13日に開業した。
路線は5路線を所有しているが、西神延伸線・西神線・山手線は「西神・山手線」として一体的に運行されているため、実質的には北神線および海岸線と合わせ3路線2系統である。神戸市の西区、須磨区、長田区、兵庫区、中央区、北区の6区に路線を持つ。
なお、各種条例での名称は「神戸市高速鉄道」となっている（神戸高速鉄道とは無関係）。

## 概要
1917年8月1日に神戸市電が開業し、神戸市内を網羅する路線網を有していたが、モータリゼーションの影響により1971年3月13日に廃止された。神戸市営地下鉄は市電に代わる新たな市内交通手段として、また開発の進む西神・北神地域の住民の交通手段として建設が計画され、1977年3月13日に西神線の名谷駅 - 新長田駅間5.7kmで開業した。この開業日は、1971年の神戸市電廃止日からちょうど6年後であった。
開業後も東西へ向けて路線の延伸が行われ、1987年3月18日には西神・山手線の新神戸駅 - 西神中央駅間22.7kmが全通した。1988年4月2日からは北神急行電鉄の北神線新神戸駅 - 谷上駅間との相互直通運転を開始し、神戸市の市街地を通じて西神・北神地域を直結する「みどりのUライン」（愛称）が完成した。
兵庫区・長田区南部のインナーシティの活性化を図るため、2001年7月7日に海岸線の三宮・花時計前駅 - 新長田駅間の7.9kmが開業した。
北神線は2020年6月1日に北神急行電鉄から神戸市へ譲渡され、市営地下鉄の北神線として西神・山手線と一体的な運行が開始された。なお、同区間は、神戸電鉄鉄道事業部北神営業所に委託され、運営されている。
2022年4月1日より、近畿日本鉄道が一部駅の業務を受託している。

## 路線
路線は西神・山手線の22.7km、北神線7.5km、海岸線7.9km、総延長合計38.1kmを有する。各線とも軌間は1,435mmの標準軌、架線電圧は直流1,500Vであるが、海岸線はリニア地下鉄で西神・山手線および北神線と規格が異なり、線路は繋がっていない。
| 色     | 記号 | 路線名          | 路線名                          | 区間                                    |
| ------ | ---- | --------------- | ------------------------------- | --------------------------------------- |
| 営業線 |      |                 |                                 |                                         |
|        | S    | 西神・山手線 *1 | 西神延伸線                      | 名谷駅 (S12) - 西神中央駅 (S17)         |
| 西神線 | S    | 西神・山手線 *1 | 名谷駅 (S12) - 新長田駅 (S09)   |                                         |
| 山手線 | S    | 西神・山手線 *1 | 新長田駅 (S09) - 新神戸駅 (S02) |                                         |
|        | S    | 北神線 *1       | 北神線 *1                       | 新神戸駅 (S02) - 谷上駅 (S01)           |
|        | K    | 海岸線          | 海岸線                          | 新長田駅 (K10) - 三宮・花時計前駅 (K01) |
| 計画線 |      |                 |                                 |                                         |
|        |      | 西神再延伸線 *2 | 西神再延伸線 *2                 | 西神中央駅 - 東播磨方面                 |

- 1:西神・山手線と北神線は相互直通運転。なお、北神線は2020年（令和2年）6月1日に北神急行電鉄から神戸市交通局に移管され[7]、「北神急行電鉄北神線」から「神戸市営地下鉄北神線」となった[9]。
- 2:経由地などは具体化していない。

### 計画・未成路線
当初は三宮から東進して原田（阪急王子公園駅付近）までの延伸計画があったが、新神戸から北方の北神急行電鉄との相互直通運転に変更された。
西方においては舞子 - 学園都市（西区）を人口約22万人の垂水区を縦断する形で結ぶ路線計画があった。正確には現在も検討中の路線になってはいるが、阪神・淡路大震災などによる神戸市の財政状況の悪化や沿線の人口減少、そして同区間の路線を運行している山陽バス（旧・山陽電鉄バス）の反対などにより、計画はほぼ白紙の状態である。なお現在この区間を走るバス路線は神戸市バスと山陽バスの共同運行である。
また、西神中央駅から西区神出町・岩岡町、加古郡稲美町方面、押部谷駅、西明石駅への再々の延伸計画もあるが、これらも現在は見直しが必要な路線として凍結している。
さらに、海岸線は三宮・花時計前駅から新神戸、もしくはHAT神戸を経て灘区、東灘区への延伸計画があった。また、阪急神戸本線と西神・山手線とを相互直通運転させる構想があったが、概算で2000億掛かるのに対し、神戸市は、投資に見合う効果が得られないと判断し、2022年3月に事業化の検討を終了した。
2023年1月、神戸市は三宮等の都心部から神戸空港までを結ぶ新路線の構想を検討していると報道された。

### 安全設備
他都市の地下鉄に設置されている可動式ホーム柵（ホームゲート）の設置予定は長い間なかったが、2017年度に三宮駅に設置する方針が発表された。同時にホームドアなどに対応した車両を開発・投入している。2018年3月3日より三宮駅のホームドアが使用開始され、2020年3月14日からはQRコードによる開閉連動を可能とした制御システムが導入されている。
2021年9月には新長田駅に導入。2023年11月現在、西神・山手線全駅と北神線谷上駅に導入されている。
三宮駅は、車両ドアが開いてから遅れてホームドアが開いていたが、2022年3月13日からQRコード式ではなくなり、電車が到着した段階でホームドアが開くようになった。
また、ホームドア設置と同時に車両の置き換えも実施され、2018年7月から2023年8月にかけて西神・山手線および北神線の全車両が6000形に置き換えられた。

## 車両

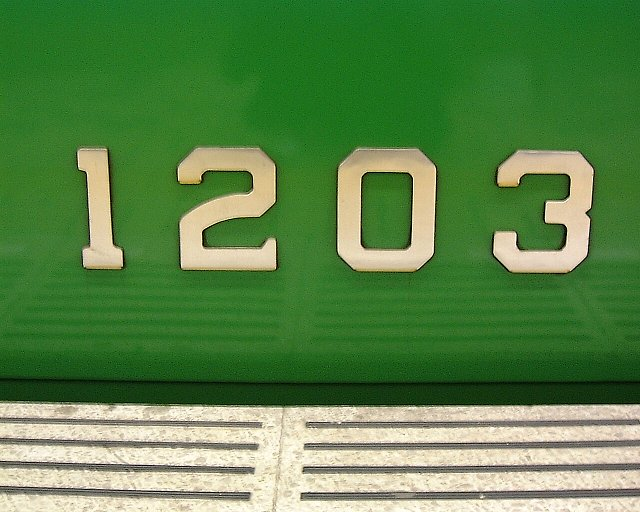
車両番号の書体（1000形）

以下の6形式がある。北神急行からの引き継ぎ車両を除き、全形式が車体塗装に緑色を採用しており、1000・2000形は神戸市電の流れを汲む緑の濃淡を採用している>。製造メーカーは全車地元の川崎車両が担当している。関西の鉄道事業者では珍しく、開業以来全ての車両が前照灯を車体下部に搭載している。
冷房装置は1977年の開業時より全車両に搭載された。
制御装置は、西神・山手線が日立製作所（北神急行電鉄から継承した7000系は三菱電機）、海岸線が三菱電機製である。主電動機はかつては東芝製のみだったが、2000形で三菱製の主電動機が採用され（改造で東芝製に置き換え）、5000形・6000形で日立製の主電動機も採用された。三菱製の主電動機は北神急行電鉄7000系でも採用されていたが、6000形への置き換えで東芝製の主電動機共々消滅し、2025年現在では全車が日立製の主電動機を採用している。
車両形式は、北神急行電鉄から継承した7000系を除き「xxxx系（けい）」ではなく「xxxx形（がた）」となっている。

### 現用車両
西神・山手線／北神線
- 6000形：2019年営業運転開始。29編成174両（2023年11月現在）。

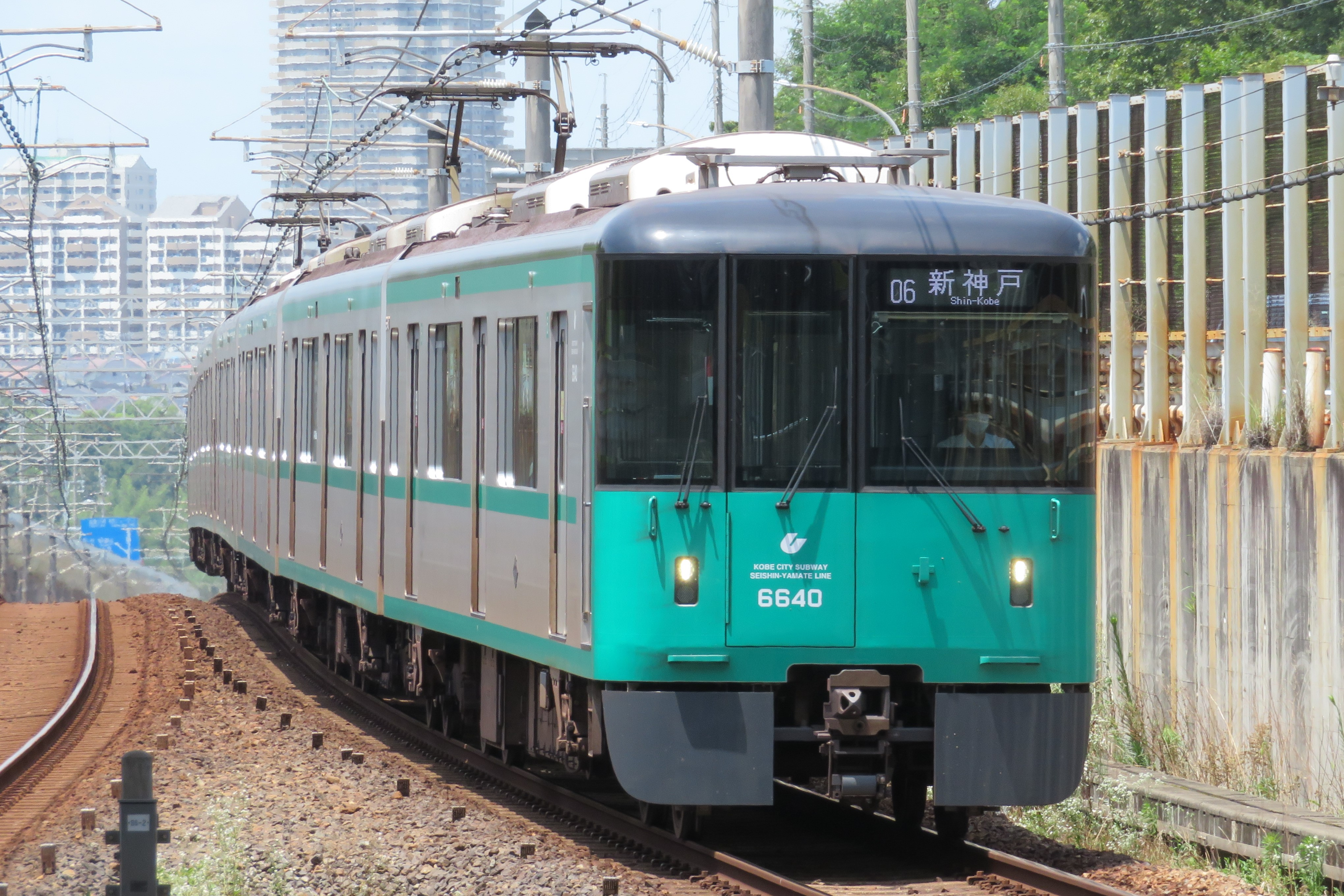
6000形

海岸線
- 5000形：2001年営業運転開始。10編成40両。

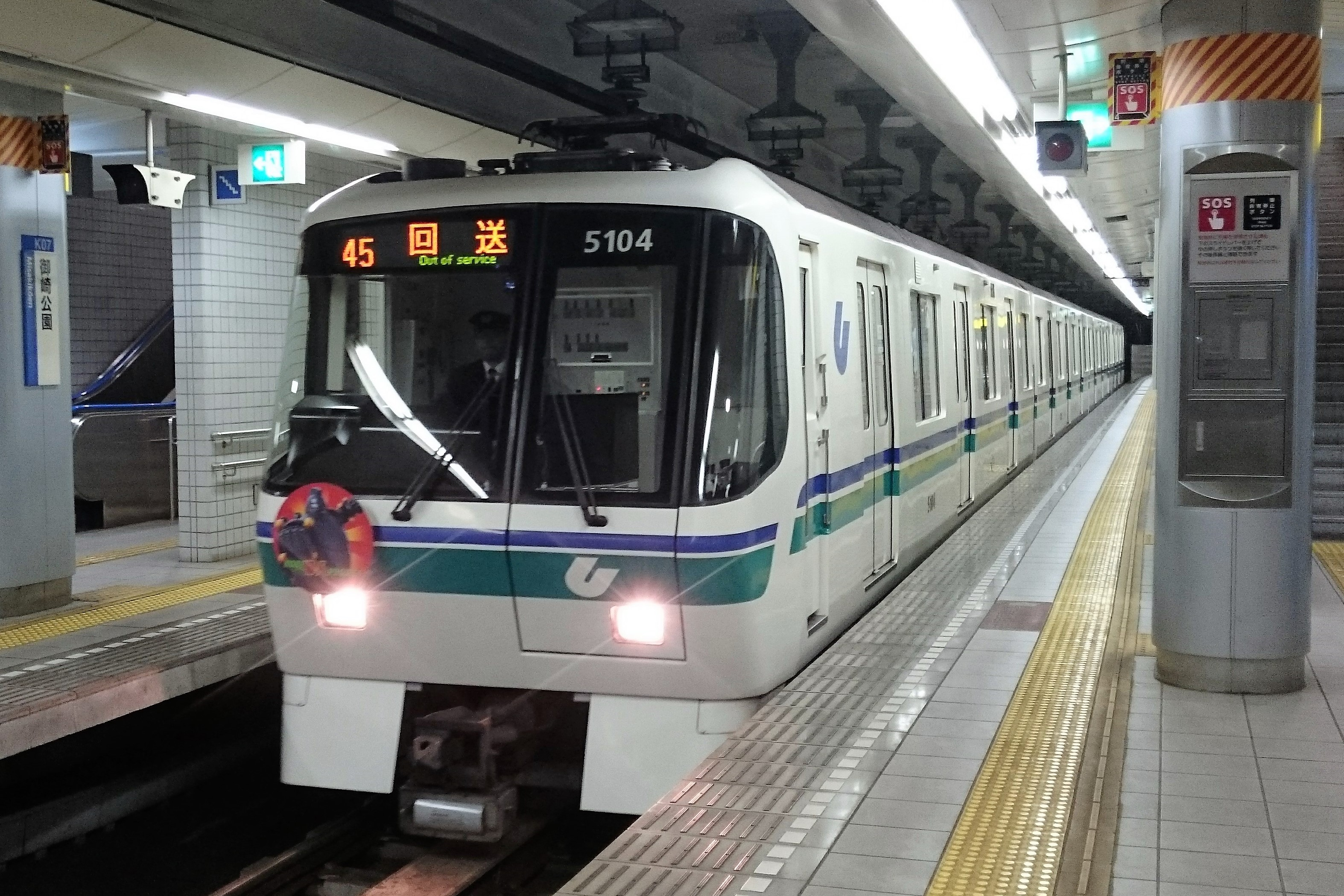
5000形

### 過去の車両
西神・山手線／北神線
- 1000形：1976年製造、1977年営業運転開始。18編成108両製造。2023年8月17日定期運用終了。
- 2000形：1988年営業運転開始。4編成24両製造。2022年3月営業運転終了。
- 3000形：1992年営業運転開始。6編成36両製造。2021年7月24日営業運転終了。
- 7000系（7000-A系）：1988年営業運転開始。2020年6月に北神急行電鉄から継承。5編成30両製造。全車両7000-A系または7000-C系に更新。2023年8月17日定期運用終了。

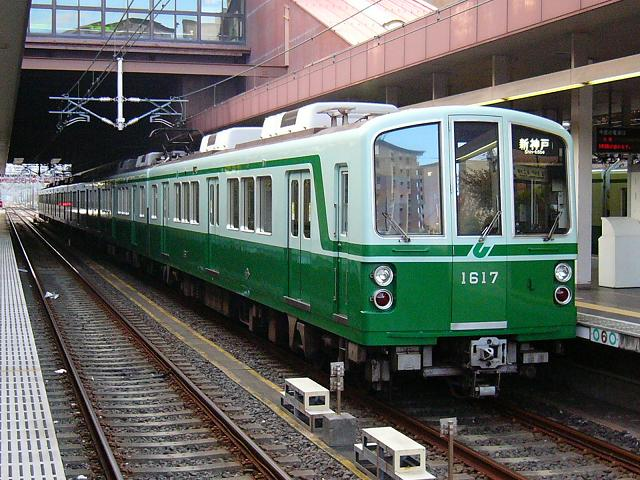
1000形
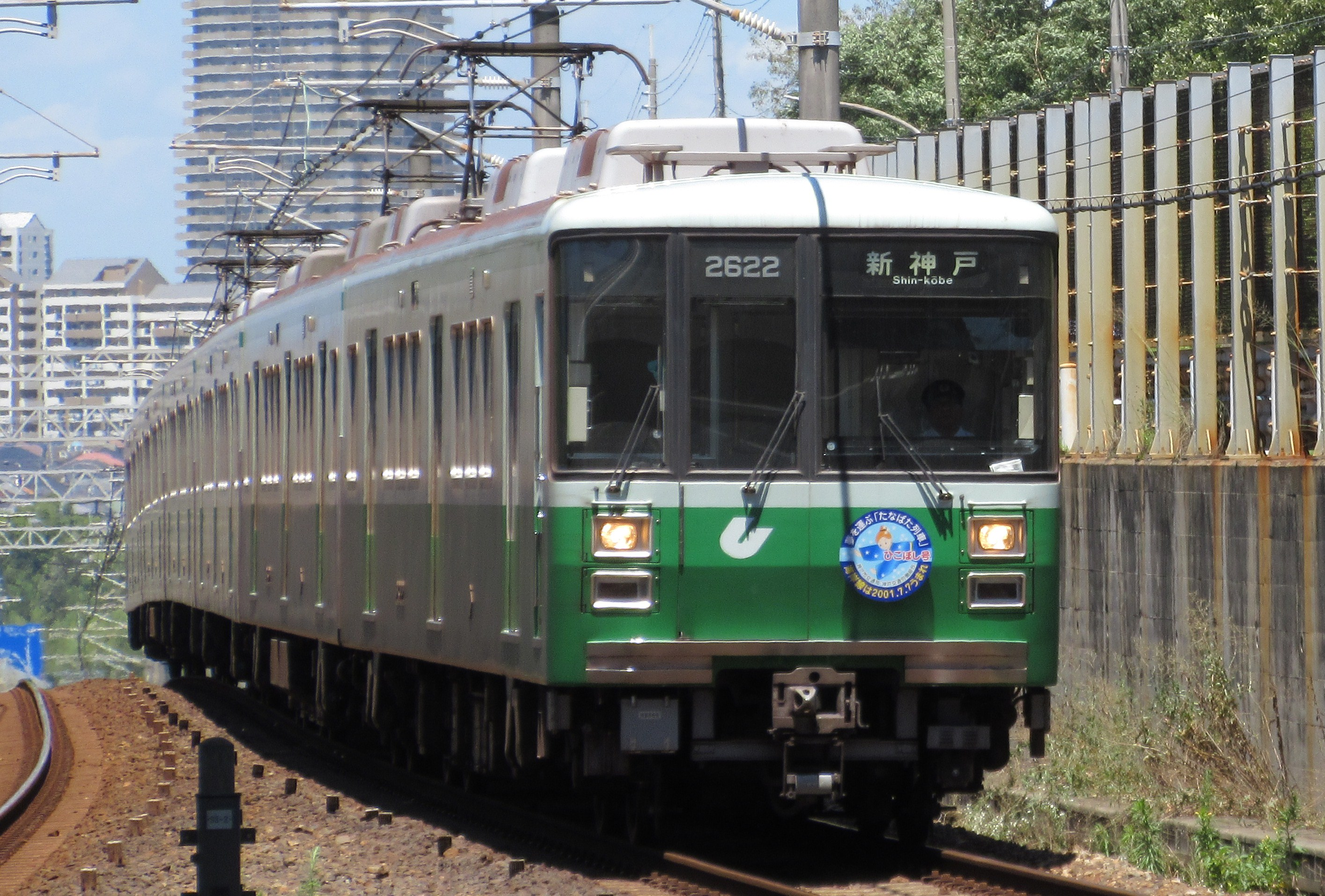
2000形
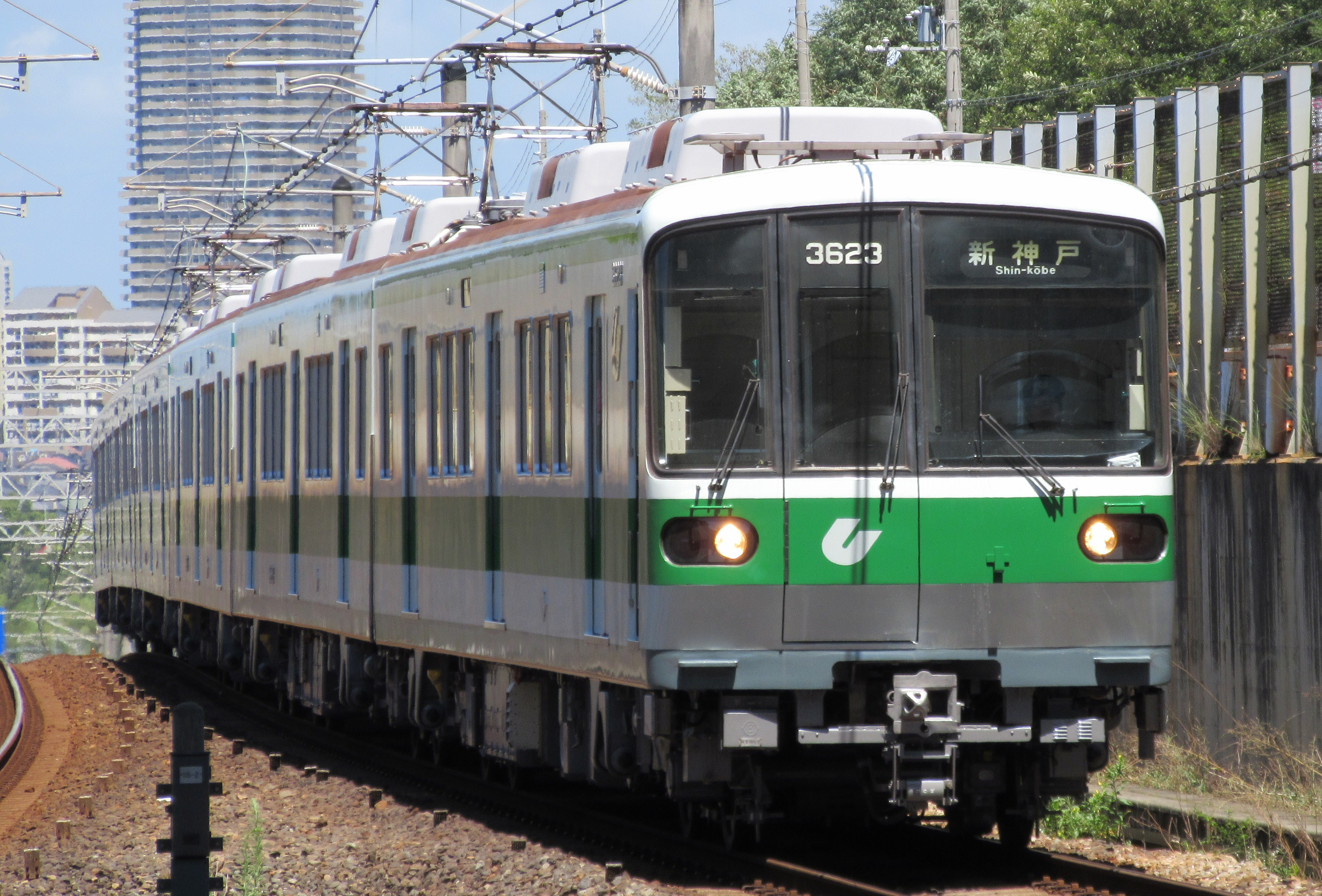
3000形
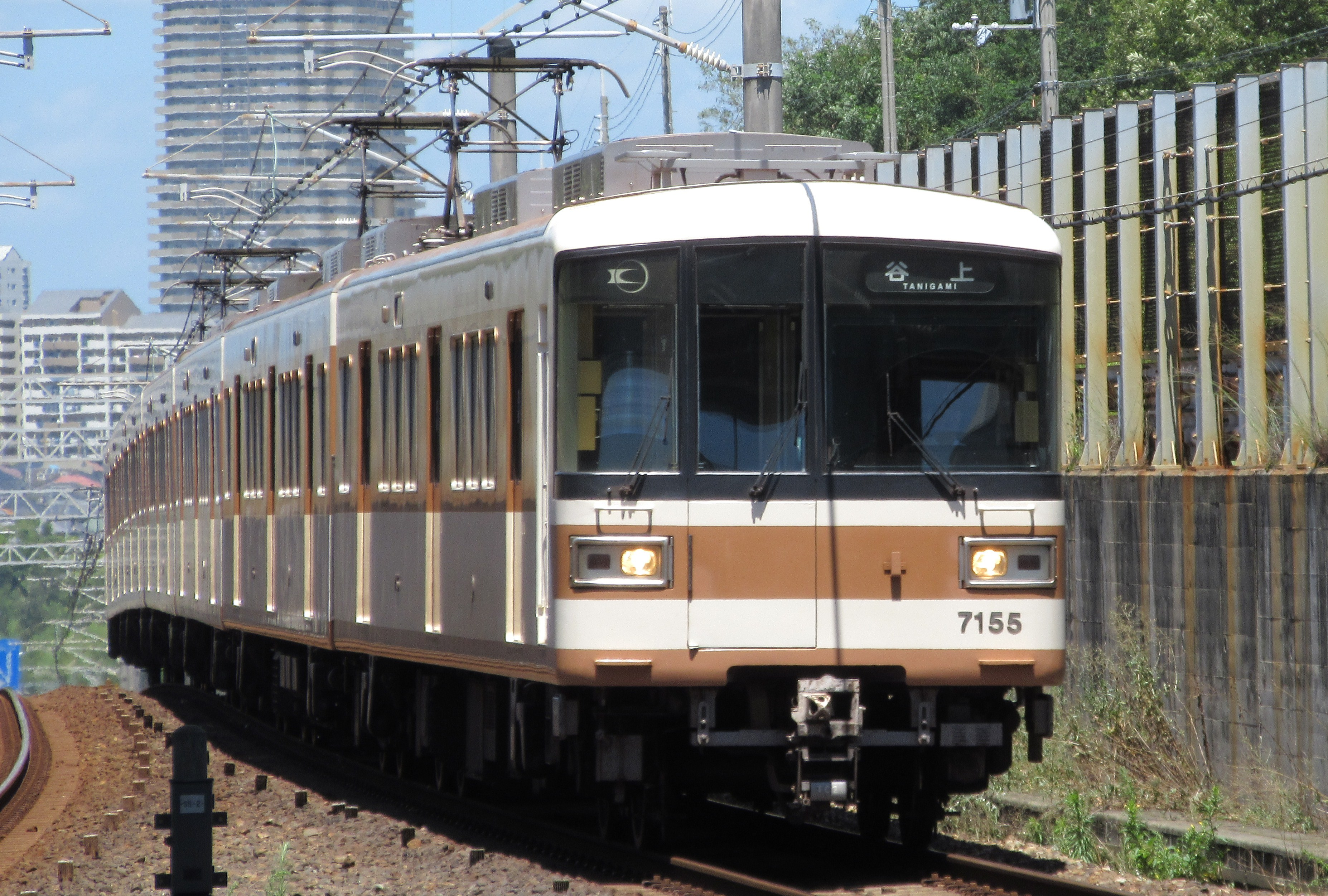
7000系

### 車両番号
車両番号の付け方は、東京メトロなどと同じように百の位で連結位置を表すものだが（西神・山手線では西神中央寄りが、海岸線では新長田寄りが「1」となる）、西神・山手線では下2桁は形式に関係なく導入した順番に振られている。なお、7000系は導入当初は北神急行電鉄が保有していたため、同社の親会社であった阪急電鉄同様の付番方式となっている。また、車両番号の書体は7000系と海岸線車両を除き、市電時代の角ばった書体が継承されている。

### 女性専用車両
2002年12月より、女性専用車両が全線で設定された。土曜・休日も含めた毎日・終日の設定は日本初である。西神・山手線は谷上方向先頭から3両目の車両、海岸線は三宮方向一番先頭の車両に設けられている。ダイヤの乱れや三宮周辺でのイベント、ほっともっとフィールド神戸でのプロ野球やノエビアスタジアム神戸でのJリーグ試合開催時などの混雑時には、一時的に女性専用車両の設定が解除される。

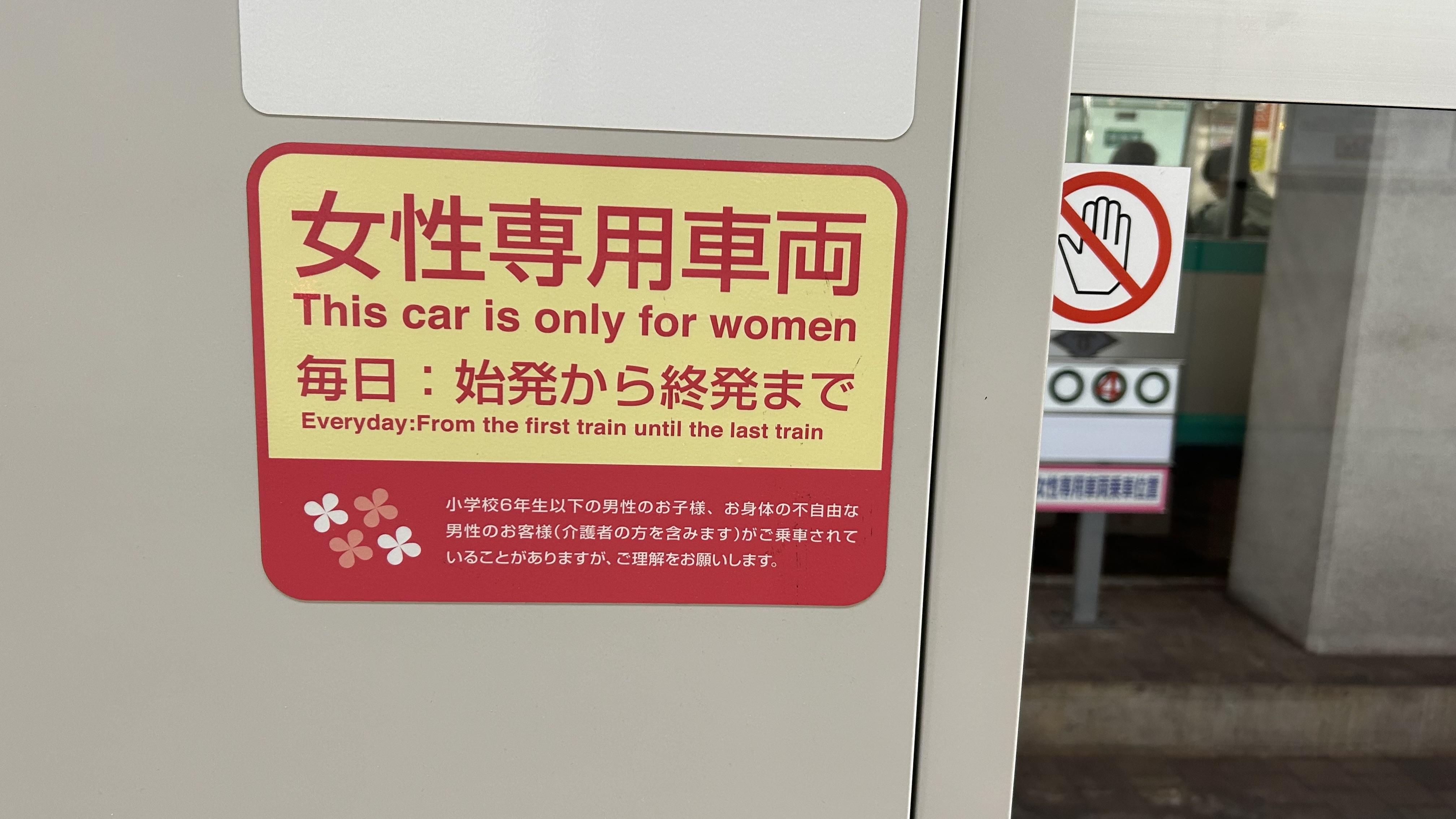
西神・山手線／北神線女性専用車両案内
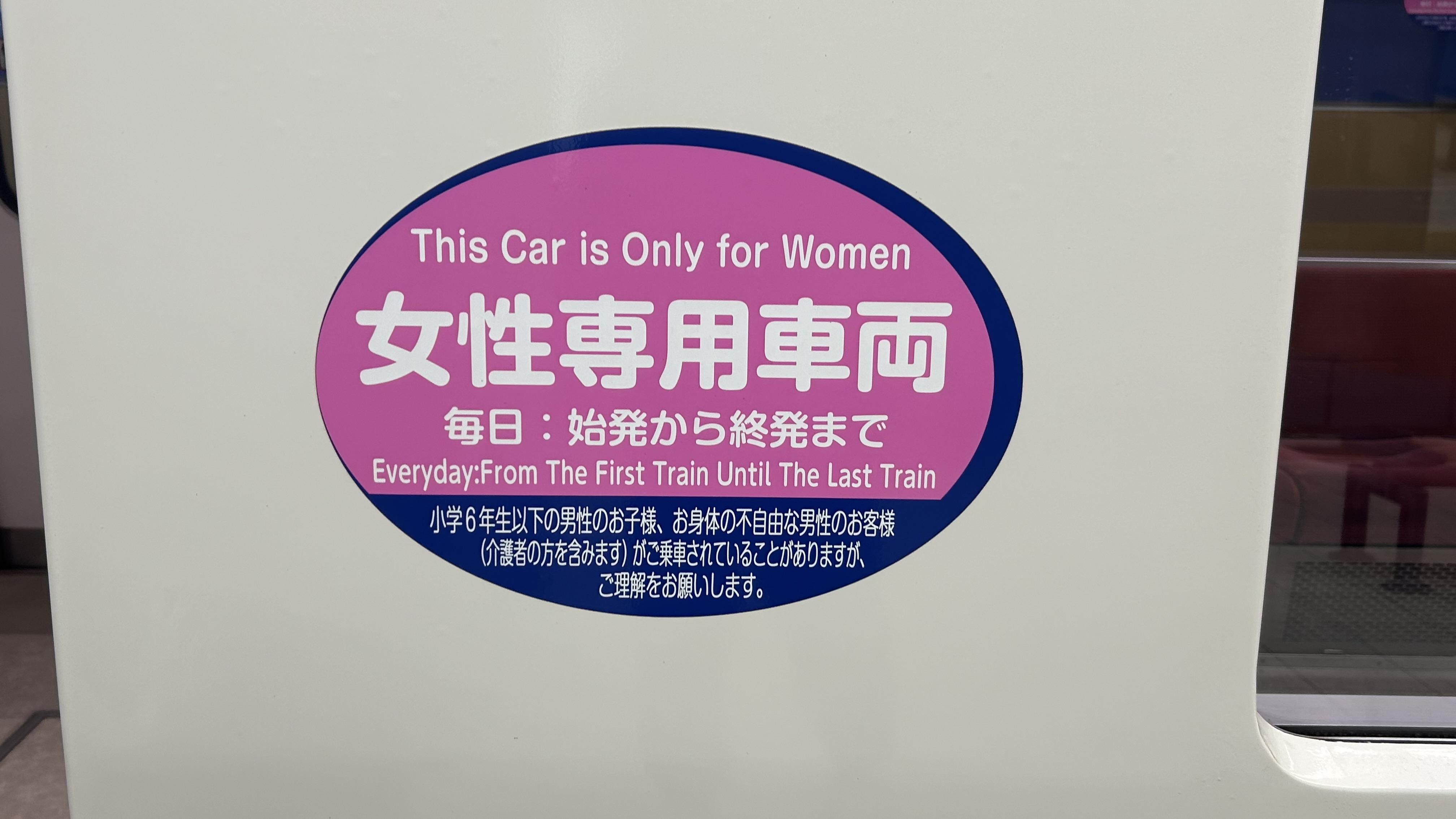
海岸線女性専用車両案内

## 歴史
第二次世界大戦中の国家総動員法による放射線道路建築予定地を利用して、地下鉄西神線が建設された。

### シンボルマークの制定
1985年の新神戸駅 - 学園都市駅間の開通を記念して、地下鉄のシンボルマークとして「U」をデザイン化したマークが制定された。呼称は「Uライン」。「U」は地下鉄の路線の線形がUの字を形作っていること、英語で地下鉄を指す「Underground」のU、および1985年夏季に開催の神戸ユニバーシアード（神戸総合運動公園で開催）を記念した「Universiade」のUが意図されており、斜めにした形は高速鉄道のスピード感を表す鳥の翼のイメージ、緑の配色は緑地保全や緑化推進を図る神戸市政を表現したものとした。

### 年表
- 1968年（昭和43年）6月24日 - 神戸市交通事業審議会にて海岸線・山手線・西神線・東部線の地下鉄4線の整備計画を答申[31]。
- 1969年（昭和44年）11月17日 - 都市交通審議会が「神戸市を中心とする旅客輸送力の整備増強に関する基本的計画について」として4線の計画を答申[31]。
- 1970年（昭和45年）5月18日 - 東部線・西神線名谷-布引間13.6kmの地方鉄道免許認可を申請[32]。
- 1971年（昭和46年）10月15日 - 名谷-布引間の地方鉄道免許を認可[32]。
- 1972年（昭和47年）11月25日 - 西神線の起工式が行われる[33]。
- 1977年（昭和52年）3月13日 - 西神線名谷 - 新長田間開通[34]。
- 1983年（昭和58年）6月17日 - 山手線新長田 - 大倉山間開通。
- 1985年（昭和60年）6月18日 - 西神延伸線名谷 - 学園都市間・山手線大倉山 - 新神戸間開通。
- 1987年（昭和62年）3月18日 - 西神延伸線学園都市 - 西神中央間開通（現在の「西神・山手線」全線開通）[34]。
- 1988年（昭和63年）
  - 3月10日 - プリペイドカードUラインカードの利用開始[35]。
  - 4月2日 - 北神急行電鉄北神線開通、相互直通運転開始。
- 1993年（平成5年）
  - 3月20日 - 西神線に西神南駅が開業[36]。同時に山手駅を県庁前駅に改称[36]。
  - 4月15日 - 「NEW Uラインカード」によるストアードフェアシステムを導入[37]。
  - 7月9日 - 西神・山手線で公営地下鉄初の快速を運転開始[38]。
- 1994年（平成6年）4月19日 - 海岸線の起工式が行われる。
- 1995年（平成7年）
  - 1月17日 - 兵庫県南部地震（阪神・淡路大震災）で西神・山手線の施設が被災[39]、海岸線建設工事を中断[40]。
  - 1月18日 - 西神・山手線西神中央 - 板宿間運転再開[39]。
  - 2月16日 - 西神・山手線全線営業再開（新長田・上沢・三宮の3駅は通過、新長田・三宮は3月16日に、上沢は3月31日にそれぞれ再開）[39]。
  - 5月8日 - 海岸線建設を再開[40]。
- 1996年（平成8年）5月24日 - 震災以来運休していた快速を正式に休止[38]。
- 1999年（平成11年）10月1日 - スルッとKANSAIネットワークに加入[41]、「スルッとKANSAIこうべカード」の利用開始に伴いスルッとKANSAI対応カードが利用可能になる。
- 2001年（平成13年）7月7日 - 海岸線新長田 - 三宮・花時計前間開通。
- 2002年（平成14年）12月16日 - 全路線で日本初の毎日実施の終日女性専用車を設置。
- 2004年（平成16年）9月1日 - 駅ナンバリングを採用[42]。
- 2006年（平成18年）10月1日 - PiTaPaとICOCAの利用開始。
- 2012年（平成24年）11月26日 - 西神中央駅の駅長室から現金約963万円が盗まれる。翌年2月26日に同件で兵庫県警は神戸市交通局の職員2人を逮捕。
- 2013年（平成25年）3月23日 - Kitaca、PASMO、Suica、manaca、TOICA、nimoca、はやかけん、SUGOCAがIC乗車カード全国相互利用開始と同時に利用可能になる（ただし相互乗り入れ先の北神急行線は2年遅れの2015年3月3日に導入）。
- 2017年（平成29年）
  - 4月15日 - ICOCA、およびICOCA定期券の発売を開始[43]。
  - 3月31日 - スルッとKANSAIこうべカード販売終了[44]。
- 2018年（平成30年）3月3日 - 三宮駅に可動式ホーム柵が設置[45]。
- 2020年（令和2年）
  - 3月6日 - 西神・山手線の阪急電鉄神戸線との直通運転見送り[46]。
  - 6月1日 - 北神線が北神急行電鉄・神戸高速鉄道より譲渡[7][9]。
- 2023年（令和5年）- 2024年（令和6年） - 開業以来初めての全駅特別清掃を行った[47]。

## 経営状況

### 路線別収支状況
神戸市交通局令和5年度決算による
- 西神・山手線／北神線：経常利益 約1億2,186万円
- 海岸線：経常損失 約21億4,974万円

## 乗車料金
大人普通料金（小児は半額・10円未満の端数は切り上げ）。2020年6月1日改定。
| 区数 | キロ程（km） | 料金（円） | 北神線利用時 | 北神線利用時 |
| 区数 | キロ程（km） | 料金（円） | 区数         | 料金（円）   |
| ---- | ------------ | ---------- | ------------ | ------------ |
| 1区  | - 3          | 210        | 北神1区      | 280          |
| 1区  | - 3          | 210        | 北神1区＋1区 | 280          |
| 2区  | 3 - 7        | 240        | 北神1区＋2区 | 310          |
| 3区  | 7 - 10       | 280        | 北神1区＋3区 | 350          |
| 4区  | 10 - 13      | 310        | 北神1区＋4区 | 380          |
| 5区  | 13 - 16      | 350        | 北神1区＋5区 | 420          |
| 6区  | 16 - 19      | 380        | 北神1区＋6区 | 450          |
| 7区  | 19 - 23      | 410        | 北神1区＋7区 | 480          |
| 8区  | 23 - 27      | 440        | 北神1区＋8区 | 510          |
| 9区  | 27 -         | 470        |              |              |

- 西神・山手線と海岸線の新長田・三宮（花時計前）駅での乗り継ぎは通しで計算される。他の地下鉄事業者とは異なり、普通運賃も最短ルートで計算をせず実際に乗車するルートで計算する（ICカードでの利用の場合は最短経路となる[要出典]）。
- New Uラインカードで同日中に地下鉄と市バスを乗り継いだ場合、後に利用した方から20円引き（残額の頭に「C」が印字される）。乗継割引は北神線内でも適用される（ただし、谷上駅では窓口のみ取り扱い）。
- 障害者料金は第1種身体・知的障害者または小児の第2種身体・知的障害者については本人と介護人、大人の第2種身体・知的障害者については本人に適用。普通料金の半額。有人改札窓口に申し出て、手帳を見せ割引乗車券を購入する[49]。
- ICカードによる定期券は現在PiTaPa・ICOCA（2017年4月15日 - ）双方のIC定期サービスに対応している[43]。
- 北神急行電鉄時代に設定されていた神戸電鉄との乗継割引は、市営移管で北神線の運賃が値下げされたことから廃止された。

### 定期券等の制度
- U-15定期券
  - 通学定期券と同じ値段で、希望する区間を選択できる定期券。対象は中学生以下。
- 地下鉄ゾーン
  - 西神・山手線の特定駅から新神戸駅までと、海岸線全線で使用できる定期券。普通定期券のみ発売。
- 2WAYサービス
  - 西神・山手線の新長田駅 - 三宮駅または海岸線の新長田駅 - 三宮・花時計前駅間を含む定期券を所持している場合、新長田駅のほか三宮駅と三宮・花時計前駅で乗降が可能。ただし、定期券区間に指定されていない途中駅で乗降する場合は、別途乗車した区間の運賃を要する。
- 海岸線中学生以下フリーパス
  - 2017年7月1日より社会実験として実施。中学生以下の乗車が海岸線全線で無料となるフリーパス。新長田駅で海岸線と西神・山手線へ乗り継ぐ場合は、一度改札機を通って出場する必要がある。
- 市バス64系統定期券2ルートサービス
  - 2025年3月18日開始。三宮駅と神戸北町を新神戸トンネル経由で結ぶ神戸市バス64系統の箕谷 - 新神戸駅前を含む区間の定期券を所持している場合、並行する三宮駅 - 谷上駅間の地下鉄西神・山手線／北神線と谷上駅と箕谷地区を結ぶ市バス64系統にも乗車できる[51]。

## エコファミリー制度
神戸市の環境政策の一環として、市営地下鉄全線・神戸市バス全線でエコファミリー制度が制定されている。適用日は土曜日・日曜日・祝日・振替休日・年末年始（12月25日 - 翌年1月7日）および夏休み（7月21日 - 8月31日の神戸市の夏休み期間中）で、大人1人と同伴する小学生以下が2人まで運賃無料となる。大人1人の支払いは現金またはNewUラインカード・ICカード・定期券のいずれでも利用できる。利用時には乗車駅の改札口で窓口の駅員に「エコファミリーです」と申告し、無料となる小児用の乗車券を受け取る必要がある。バスの際は降車の際に運転士に告げる必要がある。
2003年10月から1年間の実験として行われ、2004年10月に実験が1年延長され、2005年10月に本格導入している。
2024年10月からは、市バスの運賃改定に合わせて曜日問わず毎日適用されるように制度が変更される。